# NGC 1327
NGC 1327 是位於南天天炉座的一個棒旋星系。在哈伯序列中屬於SBb。据估计該天體距离银河系約5.67亿光年，它本身的長度约為170,000光年。该天体于1886年由天文学家奥蒙德·斯通发现。